# コートニー・ジャインズ
コートニー・エリザベス・ジャインズ（Courtney Elizabeth Jines、1992年5月4日 - ）は、アメリカ合衆国バージニア州出身の女優、歌手である。2001年にアメリカ合衆国内で放送された『CSI:科学捜査班』への出演で有名になる。

## 経歴
アメリカ合衆国バージニア州に生まれる。6歳から演技をはじめ、『サード・ウォッチ』、『LAW & ORDER:性犯罪特捜班』、『CSI:科学捜査班』などのテレビシリーズに出演する。
映画では2001年の『ガウディ・アフタヌーン』、2003年の『スパイキッズ3-D:ゲームオーバー』（ディミトラ役）等がある。

## ディスコグラフィー

### シングル
- Apology (アポロジー) (2006年6月)